# Agustín Esteve
Agustín Esteve y Marqués (Valencia, 12 maggio 1753 – Valencia, 1830 circa) è stato un pittore e incisore spagnolo.

## Biografia
Agustín Esteve discendeva da una famiglia di artisti. Suo padre Agustín Esteve Torralba era pittore di pale d'altare. Ricevette i primi insegnamenti dal padre; la sua formazione proseguì dapprima alla Real Academia de Bellas Artes de San Carlos di Valencia, dove fu ammesso nel 1768 e, dal 1770, alla Real Academia de Bellas Artes de San Fernando di Madrid. La sua formazione deve molto a tre esponenti del Neoclassicismo: Francisco Bayeu, Mariano Salvador Maella e soprattutto Anton Raphael Mengs. Tuttavia il pittore che ebbe la maggior influenza su di lui, soprattutto nell'arte dei ritratti, fu Francisco Goya che conobbe nel 1775 e del quale divenne stretto collaboratore e attivo come copista dei dipinti.
Nell'ultimo quarto del XVIII secolo, Agustín Esteve fu, sia pure in misura minore di Francisco Goya, uno dei ritrattisti più richiesti dall'aristocrazia spagnola: ricevette incarichi dalle più importanti famiglie spagnole ed ebbe un suo rapporto privilegiato con la Casa Osuna. Iniziò inoltre la sua attività di incisore, soprattutto all'acquaforte che, a sua volta, fu molto apprezzata da Goya. Esteva fu protetto anche da Manuel Godoy, primo ministro di Carlo IV di Spagna, e il 14 giugno 1800 fu nominato pintor de cámara (pittore di corte) e académico de mérito de la de Bellas Artes de San Carlos.
Dopo la crisi politica iniziata in Spagna a partire dal 1808 (Rivolta di Aranjuez, abdicazione di Carlo IV ed ascesa al trono di Ferdinando VII, Guerra d'indipendenza spagnola) declinarono la fortuna e la salute fisica di Agustín Esteve il quale nel 1819 ottenne una pensione annua di 6.000 real; si ritirò a Valencia, sua città natale, dove rimase fino alla morte, avvenuta in data imprecisata dopo il 1820.

## Galleria d'immagini

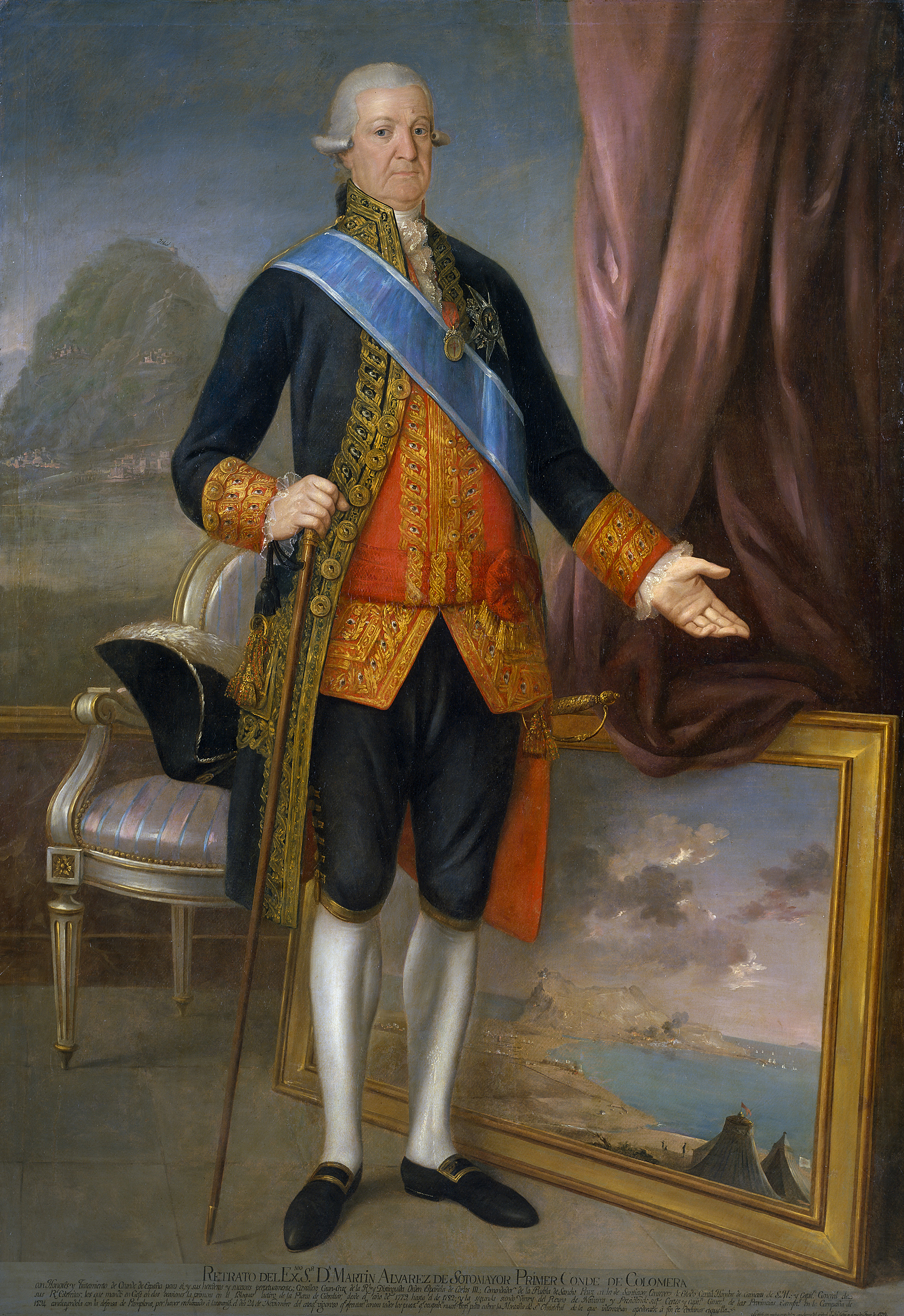
Martín de Sotomayor
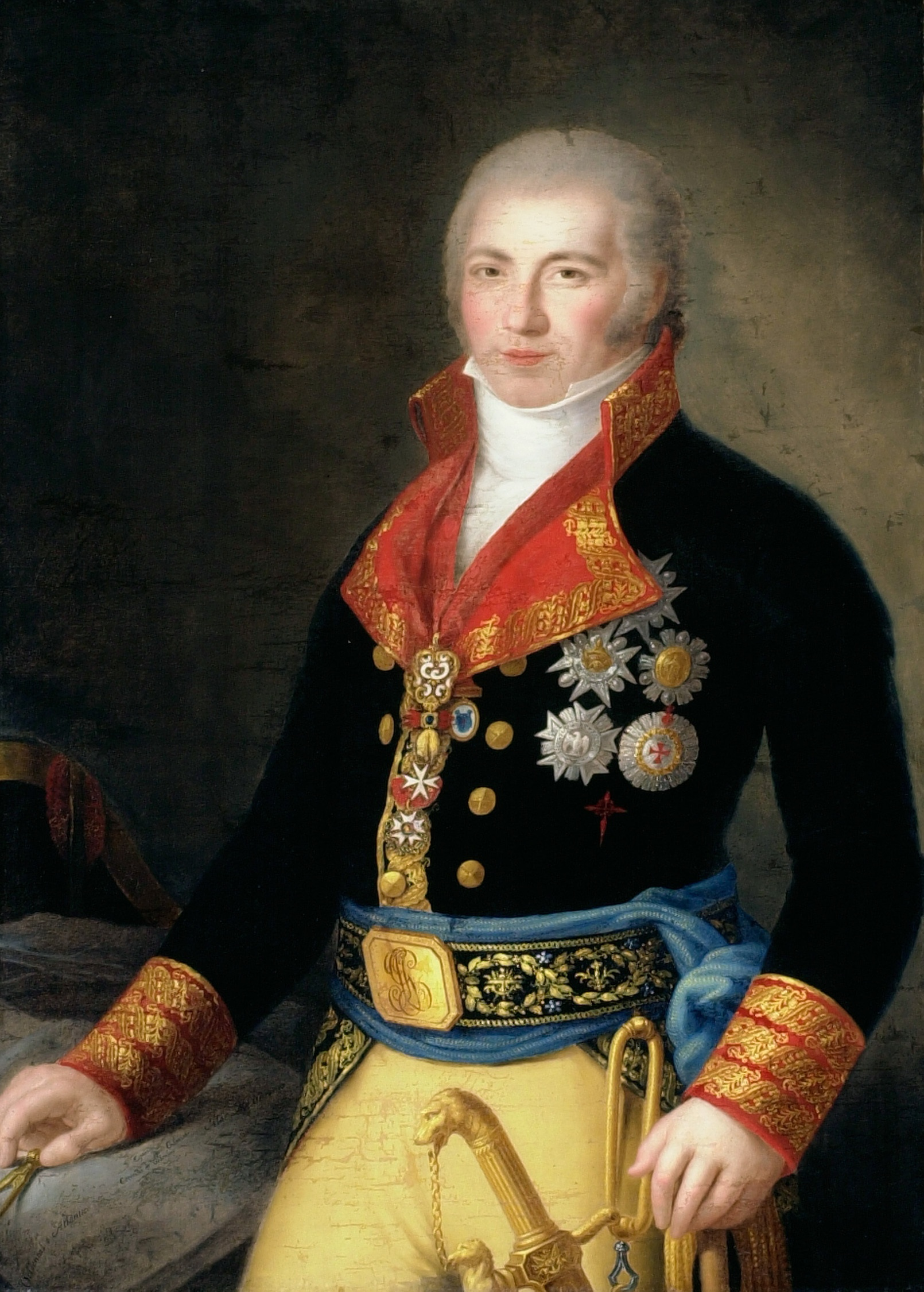
Manuel Godoy
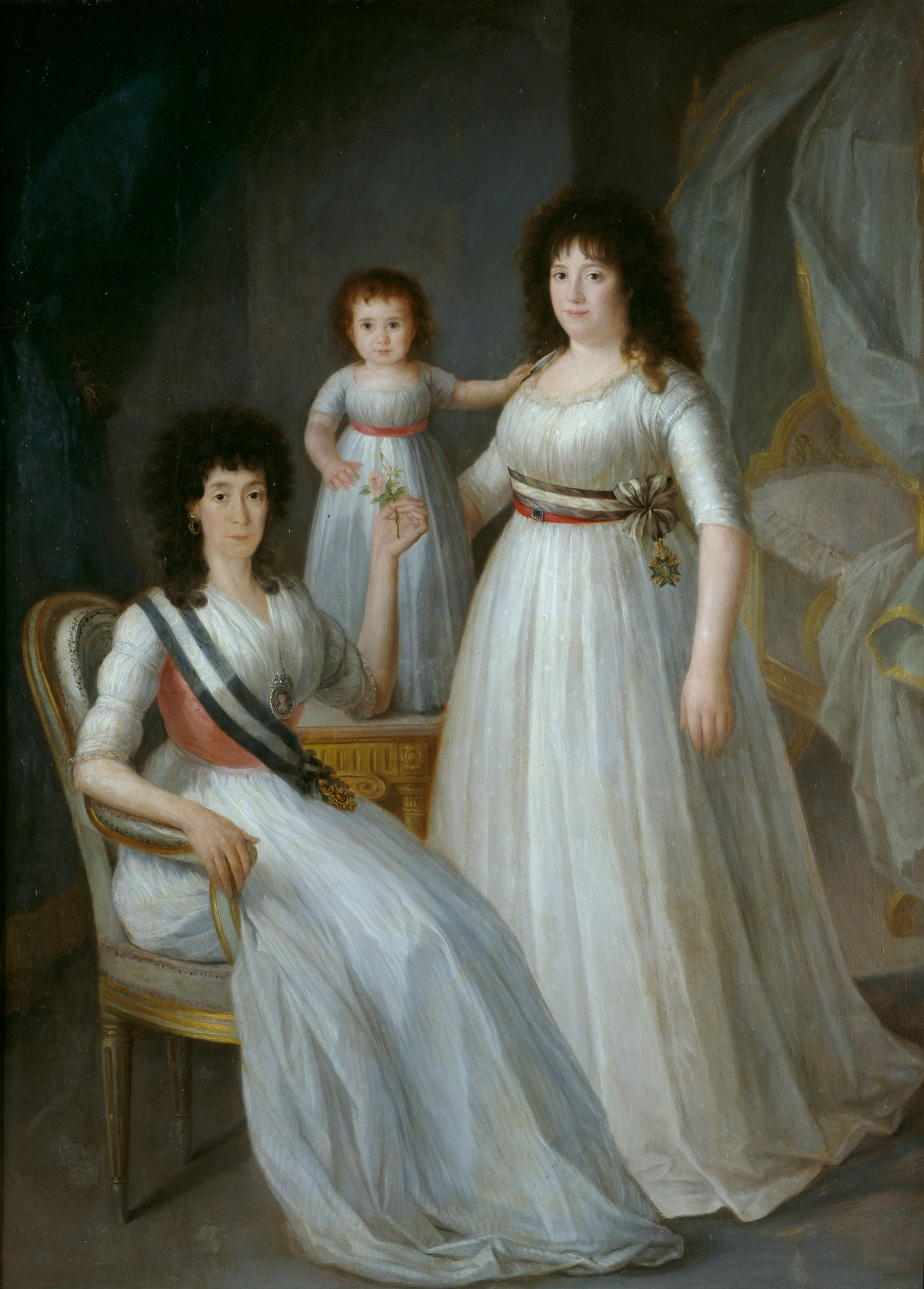
Duschessa di Osuna
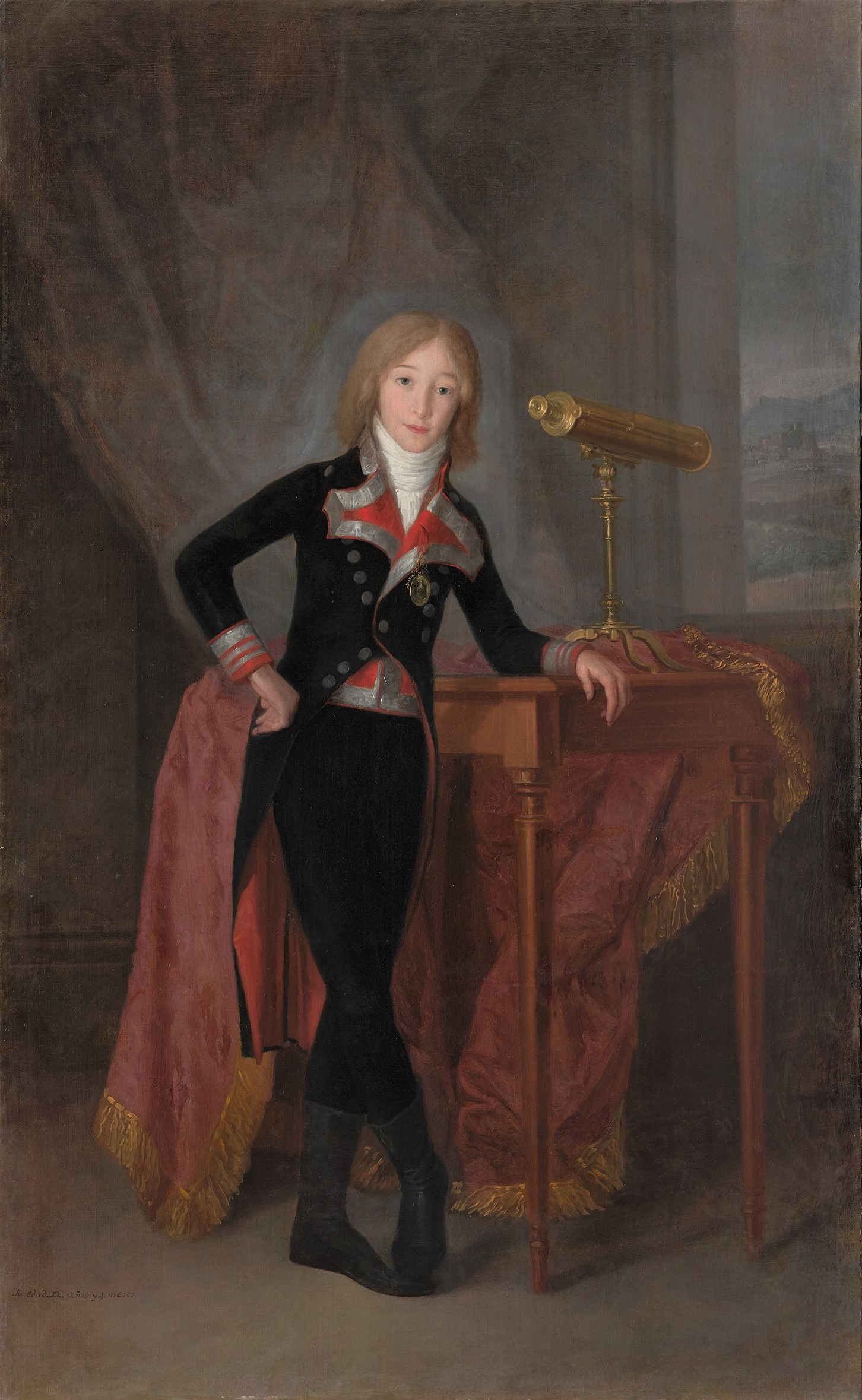
Francisco de Borja Téllez-Girón
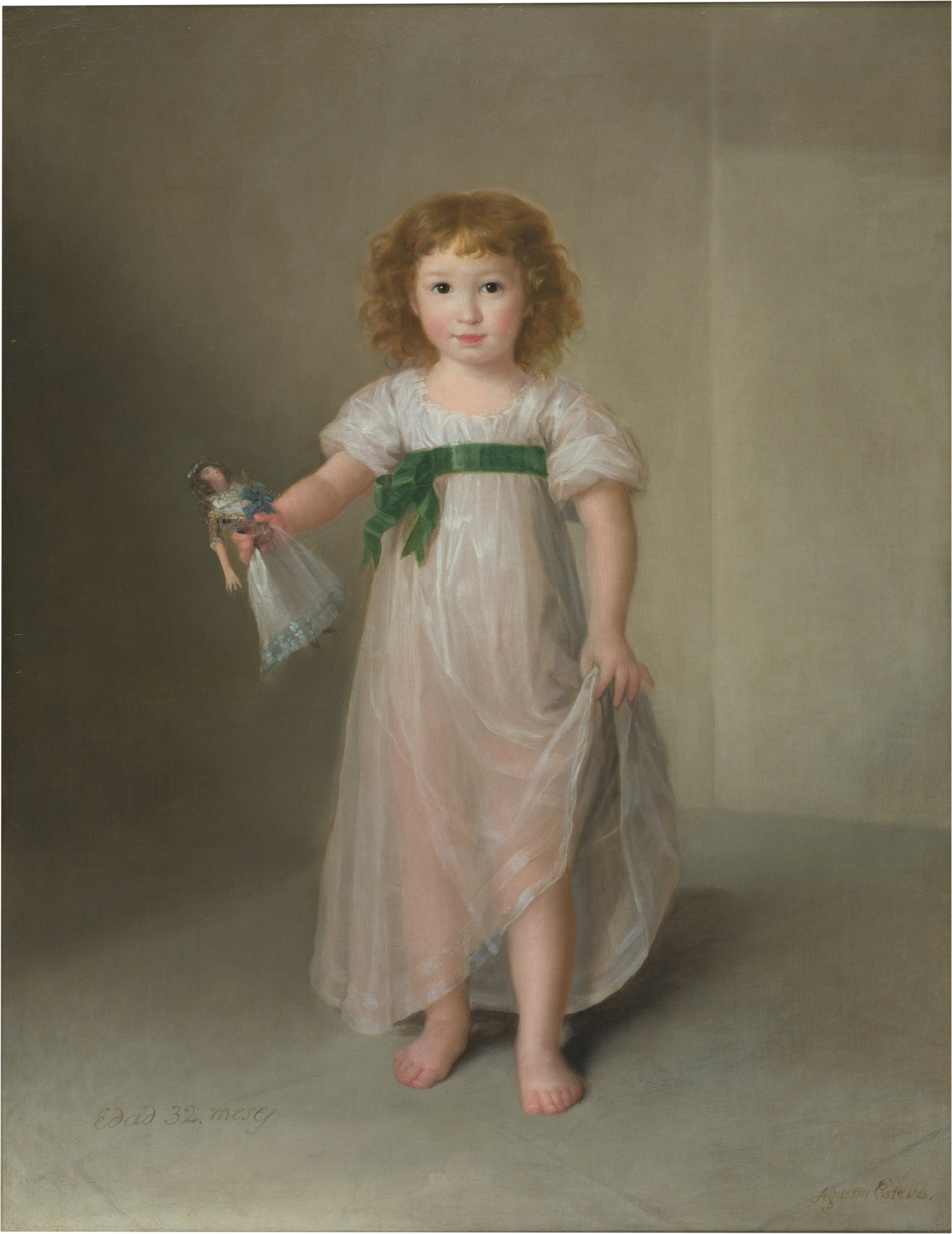
Manuela Téllez-Girón
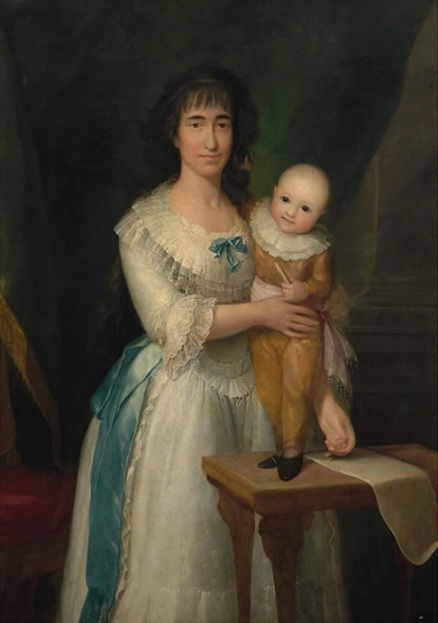
Contessa di Altamira e figlio
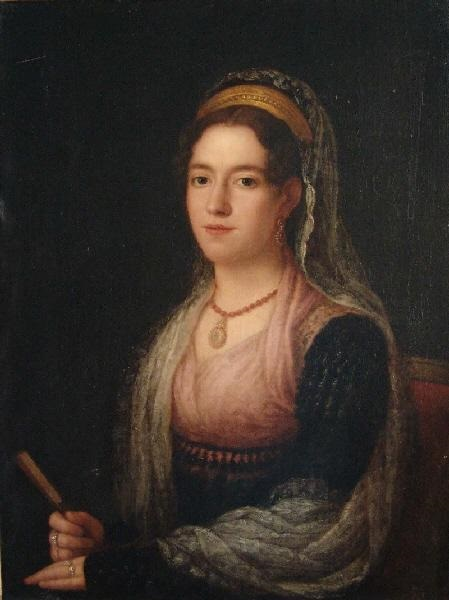
Moglie di Agustín Esteve
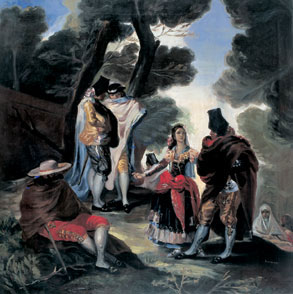
Goyescas